# Kontemplation (Malerei)
Die Kontemplation gilt Teilen der Kunstkritik als eine der Grundlagen der klassischen Malerei. Sie bezeichnet die Fähigkeit, im Auge die Farben von ihrer gegenständlichen Bedeutung teilweise oder vollständig zu trennen.
Früheste Zeugnisse dieser Fähigkeit finden sich in kunsttheoretischen Traktaten der Renaissance und in überlieferten Worten verschiedener Meister, so etwa Michelangelo Buonarrotis und Jean Siméon Chardins. Als einer der herausragenden Meister der jüngeren Geschichte, dessen Werk vorzüglich auf ein kontemplatives Schauen gestützt sein soll, gilt neben Paul Cézanne, der Hauptvertreter des Impressionismus der Maler Claude Monet. Über dessen „Auge“ wurde eine Vielzahl biografischer, psychologischer und kunstwissenschaftlicher Studien verfasst. Die ersten umfangreicheren theoretischen Ausführungen über den Gegenstand liefern die Schriften John Ruskins. Aber auch sein Werk hat keinen spezifischen kanonischen Kontemplationsbegriff für die bildende Kunst in der Kritik durchgesetzt, so dass neben seinem „innocence of the eye“ (Unschuld des Auges) eine Reihe ähnlicher Begriffe oder Umschreibungen geprägt worden sind. So etwa Max Imdahls „sehendes Sehen“ oder Konrad Fiedlers „reines Sehen“. Der Vorteil des Kontemplationsbegriffs liegt in seiner kulturgeschichtlichen Dimension.

## Zum Begriff Kontemplation
Das lateinische contemplatio ist eine Synthese aus con (gemeinsam, mit) und templum (dem heiligen Ort oder Raum Gottes) und bedeutet so viel wie anschauend, rein betrachtend; aber auch: passiv, untätig. Es gründet auf dem griechischen theoria und theorein, so viel wie: rein empfangende zweckfreie Zuwendung zur Wirklichkeit. Aristoteles bestimmt Kontemplation in seiner Ethik als: „… das Tätig-Sein des Geistes, ein Akt des Schauens, das durch seine ernste Würde sich auszeichnend, nach keinem außerhalb gelegenen Ziele strebt, überdies vollendete Lust - die ihrerseits wieder die Tätigkeit intensiviert - wesensgemäß in sich schließt; und wenn das Sich-Selbst-Genügende, das In-Sich-Ruhende und, innerhalb der menschlichen Grenzen, das Unermüdbare und alles, was sonst noch dem Menschen auf der Höhe des Glücks zugeschrieben wird, an diesem Tätig-Sein in Erscheinung tritt, so folgt, dass dieses Tätig-Sein das Glück des Menschen in Vollendung darstellt.“
Die Kontemplation, als ein im Ideal reines Schauen, ist von fundamentaler Bedeutung für die vielfältigen Bewegungen der Mystik. Dem Wirrsal allen menschlichen Wünschens und Wollens soll in der Kontemplation das „Schauen“ oder „Anschauen“ entgegengesetzt werden. Philosophie und Mystik, wie auch der von der Meditation geprägte Buddhismus kennen durchaus das Konkrete oder Gegenständliche als Anhaltspunkt und Bezug der Kontemplation. Denn das hohe Ziel ist hier nicht Abwendung von der Natur oder der Schöpfung, sondern ein ihr neu zugewendetes, gereinigtes Neu-Sehen. Plotin etwa schreibt vom: „… Verweilen bei ihm [dem Schauen des Göttlichen] und Genießen der Dinge daselbst, in der Weise, dass jemand zugleich Subjekt und Objekt des Schauens seiner selbst und der übrigen Dinge wird“. Dieses Schauen nennt Johannes von Kreuz „Liebendes Aufmerken“, er kommentiert: „Die Seele muss Gott ein liebevolles Aufmerken entgegenbringen, nur dies, ohne in Akten sich zu besondern; rein empfangend muss sie sich verhalten, ohne eigene Geschäftigkeit, mit dem entschlossenen schlichten Aufmerken der Liebe, so wie jemand in liebreicher Achtsamkeit die Augen öffnet.“ Dante stellt in diesem Sinne dies reine Erwarten oder reine Empfangen noch über die Liebe:
„Durch Schaun [ne l’atto che vede] wird also Seligkeit errungen,
nicht durch die Liebe; die folgt erst dann,
wenn sie dem Schaun, als ihrem Quell, entsprungen.
Und das Verdienst, das man durch Gnad
und Güt erwirbt, ist Maß dem Schauen.
So steiget man von Grad zu Grad hinan.“

## Kontemplation in der bildenden Kunst
Erst ab der Renaissance finden sich Dokumente die den Zusammenhang von Kontemplation und Malerei belegen. Nach Leonardo da Vinci soll sich: „Der Maler … verhalten gleich einem Spiegel, der sich in alle Farben verwandelt, welche die ihm gegenüberstehenden Dinge aufweisen. Und wenn er so tut, wird er wie eine zweite Natur sein.“ Giovanni Paolo Lomazzo (1584) überliefert:„So pflegte Michelangelo zu sagen, dieser überragende Bildhauer, Maler und Architekt, dass keine Gründe, weder der Geometrie, noch der Arithmetik, noch der Perspektivlehren, den Menschen nutzen, ohne das Auge, das heißt ohne die Schulung des Auges im Begriff des Schauens [in saper veder] und des Machenlassens der Hand. Und das sagte er und ergänzte, dass, soviel man das Auge auch in diesem Sinne schult, nämlich in nichts als dem reinen Schauen, ohne mehr Winkel, Linien oder Entfernungen zu unterscheiden, man die Freiheit der Hand gewinnt, jede gewünschte Figur zu schaffen, aber nie anders als was man perspektivisch zu sehen erwarten würde.“
Ein Brief Nicolas Poussins wird gleichfalls häufig in diesen Zusammenhang eingeordnet. Nach Poussin, der sein Werk in diesem Brief gegen Kritiker verteidigt, denen, nach ihm, eine entscheidende Kompetenz zu einem fundierten Urteil fehle. Er führt aus: „Man muss wissen, dass es zwei Arten gibt, Gegenstände zu betrachten: einmal der einfache Anblick, und zum anderen, sie mit Aufmerksamkeit zu betrachten. Einfach zu sehen ist nichts anderes, als im Auge die Form und Ähnlichkeit der gesehenen Dinge zu empfangen. Aber einen Gegenstand zu sehen, indem man ihn betrachtet, heißt – jenseits der einfachen und natürlichen Aufnahme der Form durch das Auge – mit einem besonderen Verfahren die Mittel zu suchen, um dasselbe Objekt gut zu erkennen: So kann man sagen, dass die einfache Ansicht [aspect] ein natürlicher Vorgang ist und jener, den ich Durchsicht [prospect] nenne, ein Akt des Verstandes, welcher von drei Dingen abhängt, nämlich vom begreifenden Auge [savoir de l'oeil], vom Sehstrahl und von der Entfernung des Auges zum Gegenstand. Und es ist diese Kenntnis, von der zu wünschen wäre, dass diejenigen, die sich einmischen, um ihr Urteil abzugeben, in ihr gut unterrichtet würden.“ Tatsächlich ist diese Passage in der Forschung so legendär wie in ihrem genauen Sinne umstritten. Unbestreitbar aber wird in diesem Lehrsatz Poussins ein anderes Sehen gegen das Erkennen von "Form und Ähnlichkeit" abgegrenzt.
Auch Goethe hatte Erfahrung darin sich mit diesem schwierigen Gegenstand verständlich zu machen: „Nunmehr behaupten wir, wenn es auch einigermaßen sonderbar klingen mag, dass das Auge keine Form sehe, indem Hell, Dunkel und Farbe zusammen allein dasjenige ausmachen, was den Gegenstand vom Gegenstand, die Teile des Gegenstandes voneinander fürs Auge unterscheidet. Und so erbauen wir aus diesen dreien die sichtbare Welt und machen dadurch zugleich die Malerei möglich …“  John Ruskin erläutert in seinen „The Elements of Drawing“ diese Schwierigkeiten etwas näher: „Nur durch eine Reihe von Experimenten kommen wir darauf, dass ein schwarzer oder grauer Fleck die dunkle Seite eines festen Körpers ist oder dass eine schwache Färbung ein Anzeichen dafür ist, dass der betreffende Gegenstand weit weg ist. Die ganze Malerei hängt davon ab, ob es uns gelingt, das wiederzuerlangen, was ich die Unschuld des Auges [innocence of the eye] nennen möchte. Damit meine ich eine Art von kindlicher Wahrnehmung, mit der wir Farbflecken als das wahrnehmen, was sie sind, ohne Bewusstsein dessen, was sie bedeuten - wie ein Blinder sie sehen würde, wenn er plötzlich sehen könnte.“
Paul Cézannes Beschreibung seiner kontemplativen Versenkung vor dem „Motiv“ macht den Zusammenhang zur Mystik besonders deutlich: „Der Künstler muss wie eine phototechnische Platte sein, auf der sich die Landschaft abzeichnet. … Das ganze Wollen des Malers muss schweigen. Er soll in sich verstummen lassen alle Stimmen der Voreingenommenheit. Vergessen! Vergessen! Stille schaffen! Ein vollkommenes Echo sein. Die Landschaft spiegelt sich, vermenschlicht sich, denkt sich in mir. Ich steige mit ihr zu den Wurzeln der Welt. Wir keimen. Eine zärtliche Erregung ergreift mich und aus den Wurzeln dieser Erregung steigt dann der Saft, die Farbe. Ich bin der wirklichen Welt geboren. Ich sehe.“ Und an anderer Stelle: „Man muss sich eine eigene Optik schaffen, das heißt man muss die Natur so sehen, als ob sie noch nie ein Mensch vor einem gesehen hätte. Sehen wie ein Neugeborener.“ Ganz im gleichen Sinne formuliert Henri Matisse: „Alles, was wir im täglichen Leben sehen, wird mehr oder weniger durch unsere erworbenen Gewohnheiten entstellt. Die zur Befreiung von den Bildfabrikaten notwendige Anstrengung verlangt einen gewissen Mut, und dieser Mut ist für den Künstler unentbehrlich, der alles so sehen muss, als ob er es zum ersten Mal sähe. Man muss zeitlebens so sehen können, wie man als Kind die Welt ansah, denn der Verlust dieses Sehvermögens bedeutet gleichzeitig den Verlust jeden originalen Ausdrucks. Ich glaube z. B., dass nichts für den Künstler schwieriger ist, als eine Rose zu malen, weil er, um sie zu schaffen, zuerst alle vor ihm gemalten Rosen vergessen muss.“ Monet lehrt die Malerin L. C. Perry weder besondere Techniken noch Abstraktionen oder Ideale irgendeiner Art, sondern zunächst allein die Unterordnung unter das Motiv: „Wenn Sie zum Malen ins Freie gehen, versuchen Sie, die Objekte, die Sie vor sich haben - einen Baum, ein Haus, ein Feld oder was auch immer - zu vergessen. Denken Sie nur, hier ist ein blaues Quadrat, hier ein rosafarbenes Rechteck, hier ein gelber Streifen, und malen Sie es so, wie es für Sie aussieht, genau die Farbe und die Form, bis es Ihren eigenen naiven Eindruck der Szene vor ihnen abbildet.“
Clemenceau betont in einem Gespräch mit Claude Monet eine Schwierigkeit eher menschlicher als technischer Natur, aber eben darum von einer schwer abschätzbaren Bedeutung in der Kunstkritik. Insbesondere berührt wird hier der Anspruch auf Allgemeinverständlichkeit oder allgemeine Zugänglichkeit von Kunst, bzw. die menschliche Verletzlichkeit angesichts besonderer Fähigkeiten, von denen sie sich ausgeschlossen fühlen muss: „Für mich ist das demütigend, denn wir sehen beide keineswegs dieselben Dinge. Ich öffne die Augen ... aber ich bleibe an der Oberfläche gefangen … Während ich einen Baum anschaue, sehe ich nichts als einen Baum. Sie dagegen haben die Augen halb geschlossen und denken: Wie viele Töne wie vieler Farben sind in den leuchtenden Übergängen dies einen Stammes… Und Monet erwiderte mir: Sie können nicht wissen, wie wahr das alles ist. Das ist die Freude und Qual meiner Tage.“
Ernst Gombrich (1978) macht, gestützt auf „moderne Wissenschaftslehre“ fundamentale Einwände gegen die Möglichkeit kontemplativer Erfahrung: „... dieses Ideal der reinen voraussetzungslosen Beobachtung, das der Theorie der Induktion zugrunde lag, hat sich in der Wissenschaft ebenso wie in der bildenden Kunst als illusorisch erwiesen. Die moderne Wissenschaftslehre hat an der Idee, dass es möglich sei, unbeeinflusst von jeder Erwartungsvorstellung drauflos zu beobachten, scharfe Kritik geübt. Karl Popper betonte, dass wir nicht imstande sind unseren Geist gleichsam in ein unbeschriebenes Blatt zu verwandeln ... sondern dass jede Beobachtung eine Frage voraussetzt, die wir an die Natur richten, und dass jede solche Frage eine vorläufige Hypothese in sich schließt...“ Es sind aber ohne die Integration von Neuem keine sensitiven oder kognitiven Prozesse vorstellbar. Darum muss es nicht überzeugen hier die vielfältigen und für die Kunstkritik bedeutsamen Dokumente mit dem Verweis auf ein unerreichbares Ideal abzutun. Andere Stimmen in der Kunstkritik haben die Möglichkeiten wissenschaftlichen Urteils in diesen Bereichen der Kunst überhaupt zurückgewiesen. So schreibt Paul Valéry: „Die Beobachtung des Künstlers kann eine fast mystische Tiefe erreichen. Die erhellten Gegenstände verlieren ihren Namen: Schatten und Helligkeit bilden Systeme und ganz besondere Probleme, die keinem Wissenschaftsbereich angehören, die sich auf keinerlei Praxis beziehen, die aber ihre ganze Existenz und ihren Wert von bestimmten eigentümlichen Übereinstimmungen zwischen der Seele, dem Auge und der Hand einer Person empfangen, die dazu geboren ist, sie in sich selbst zu finden und sie sich schöpferisch zu eigen zu machen.“
Wo auch immer die menschlichen Grenzen liegen können in diese „Interpretation von Nervensignalen“ (Ingo Rentschler) durch Meditation oder Kontemplation einzugreifen, unterschiedliche Dokumente geben Hinweise darauf, dass die Kontemplation in der Malerei nur sehr problematisch mit einer Entspannungstechnik zu vergleichen ist. So geht etwa aus verschiedenen Briefen Monets hervor, welche Anstrengung ihn das Abtrennen der Farben vom Gegenstand kostet. Ebenfalls in diesem Sinne Cézanne: „Wie schwer ist es doch, einen Apfel zu sehen!“ Andererseits scheint hier aber auch der Vergleich mit der Konzentration auf besondere Weise eingeschränkt, da dem menschlichen Willen häufig nur eine in sich widersprüchliche oder paradoxe Funktion zugegeben wird. Cézanne drückt einmal diese Paradoxie der Kontemplation in einer knappen praktischen Lehre aus: „Es [das Motiv] nicht zu sich heranziehen, sondern sich ihm beugen.“